# Harry Arminius Miller
Harry Arminius Miller, właśc. Harold Arminius Miller (ur. 9 grudnia 1875 w Menomonie, zm. 3 maja 1943 w Detroit) – amerykański inżynier wyścigowy i przedsiębiorca. Samochody Millera dziewięciokrotnie zwyciężały w wyścigu Indianapolis 500.

## Kariera
Pierwszą raz zaangażował się zawodowo w przedsiębiorstwie motoryzacyjnym Yale Automobile Company. Został przekierowany do Lansing w stanie Michigan, gdzie pracował jako mechanik w czasie wyścigów Vanderbilt Cup. W 1906 roku Miller przeniósł się do Los Angeles, gdzie otworzył mały warsztat. Tam zbudował silniki dla motocykli oraz 4-cylindrowy silnik, który zamontował w łodzi. Opatentował także napęd na cztery koła pojazdu. Za sprzedaż swoich produktów po 1910 roku Miller zarabiał ok. 1 miliona dolarów rocznie.

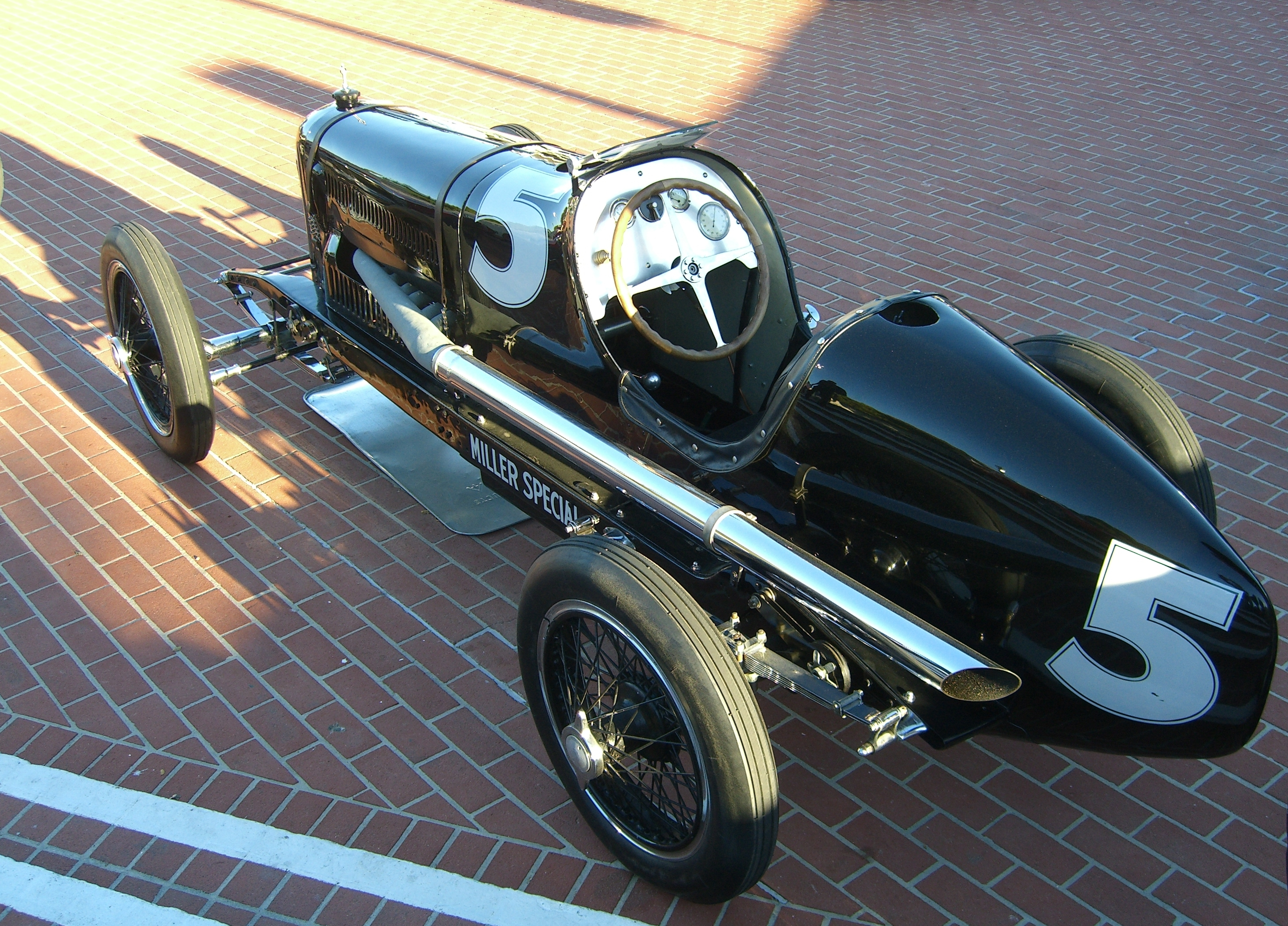
Miller 122/183 „Convertible” z 1924 roku

W latach 20. rozpoczął budowę samochodów wyścigowych używając silników o pojemności 2,0 i 1,5 litra. Bolidy wyposażone w te silniki zwyciężały w Indianapolis 500 w latach 1926–1929. Do 1938 roku kierowcy samochodów Millera stawali na najwyższym stopniu podium jeszcze siedmiokrotnie. W latach 20. i 30. łodzie wyposażone w silniki Millera wielokrotnie poprawiały rekord prędkości.
Przedsiębiorstwo nie uniknęło jednak problemów finansowych. W 1933 roku Miller zgłosił bankructwo. Firma została wykupiona przez mechanika Freda Offenhausera, który rozwijał silniki pod nazwą Offenhauser. Po bankructwie Miller konstruował bolidy wraz z Preston Tucker. W 1935 roku założyli oni Miller and Tucker, Inc. Współpraca trwała aż do śmierci Millera w 1943 roku. Samochody Millera były używane w wyścigach Indianapolis 500 jeszcze w 1950 roku, kiedy to Al Miller, Cliff Griffith i Carl Forberg zostali zgłoszeni do wyścigu zaliczanego do klasyfikacji Formuły 1. Żaden z nich jednak nie zakwalifikował się do wyścigu.